# Joseph Kosma
Joseph Kosma (eigenlijk: József Kozma) (Boedapest, 22 oktober 1905 - La Roche-Guyon, 7 augustus 1969) was een Frans-Hongaarse (film)componist en dirigent.

## Levensloop
Joseph Kosma werd geboren uit Joodse ouders in Boedapest. Zijn ouders waren leraren in schrijfmachineschrijven en stenografie. Joseph begon op vijfjarige leeftijd met pianospelen en kreeg later muziekles. Na zijn opleiding op het Franz-Josef gymnasium te hebben voltooid studeerde hij aan de Franz Liszt Muziekacademie in Boedapest bij onder anderen Siklos Albert en Leo Weiner en behaalde zijn diploma's in compositie en orkestdirectie. Tussen 1926 en 1928 werkte hij als correpetitor en tweede dirigent aan de Hongaarse Opera in Boedapest. Hij verwierf een beurs om verder te studeren aan de Deutsche Staatsoper. In Berlijn gekomen sloot hij zich aan bij het toneelgezelschap van Bertolt Brecht en raakte bevriend met de componisten Hanns Eisler en Kurt Weill, die hem ook beïnvloedden. In de Duitse hoofdstad ontmoette hij toen ook Lilli Apel, met wie hij later zou trouwen.

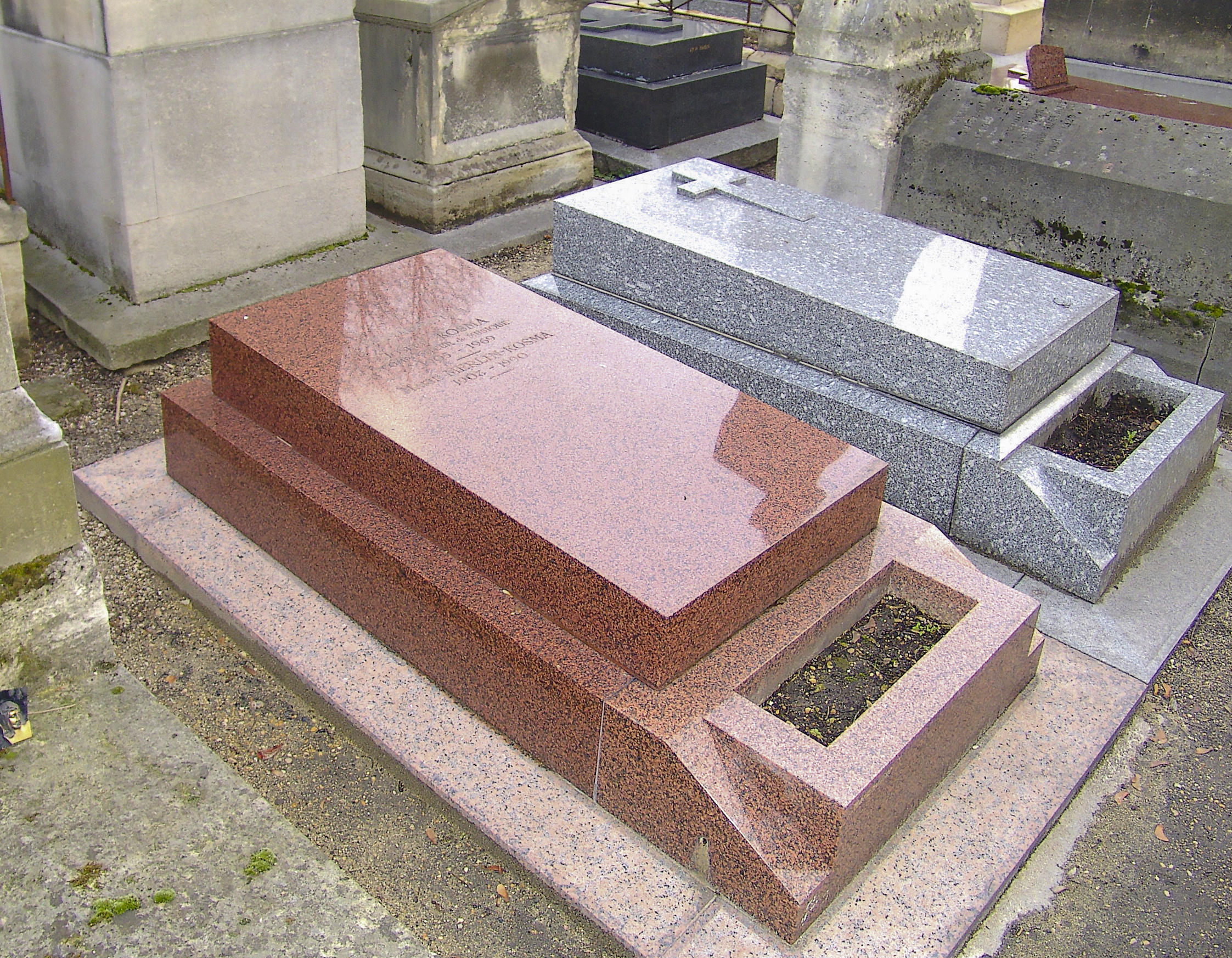
Het graf van Kosma op de
"Cimetière de Montmartre"

Kosma en zijn vrouw verhuisden in 1933 naar Parijs. Daar raakte Kosma bevriend met Jacques Prévert, die hem op zijn beurt introduceerde bij andere kunstenaars, schrijvers en regisseurs waaronder Jean Renoir en Marcel Carné. Gedurende de Duitse bezetting van Frankrijk in de Tweede Wereldoorlog dook Kosma onder en kon hij niet onder zijn eigen naam werken. Desondanks slaagde Prévert erin Kosma muziek te laten maken voor enkele films, waarbij andere componisten zijn werk met hun naam ondertekenden. Tot deze films behoren Les Visiteurs du soir (1942) en Les Enfants du paradis (1945).
Tot zijn belangrijkste werk wordt ook de filmmuziek van La Grande Illusion (1937) en La Règle du jeu (1939) gerekend. De beroemde dichtbundel van Jacques Prévert, Paroles, werd door Kosma op muziek gezet. Kosma is het meest bekend geworden als componist van het chanson Les feuilles mortes, in het Engels "Autumn Leaves”, oorspronkelijk geschreven voor de opera Le Rendez-vous die verfilmd werd onder de titel Les Portes de la nuit (1946).
In 1949 werd hij in Frankrijk genaturaliseerd. In 1956 ontving hij een Grand Prix du Disque voor zijn chanson Inventaire.
Kosma overleed op 63-jarige leeftijd in La Roche-Guyon op 7 augustus 1969 en ligt begraven op het cimetière de Montmartre in Parijs.

## Composities

### Werken voor orkest
- 1934:- Tous les jours - reportage musicale, suite voor klein orkest, op. 11
- 1946:- Baptiste, suite voor orkest uit het ballet
- 1947:- Les portes de la nuit, symfonische suite voor orkest uit de gelijknamige film
- Burlesque pièce concertante, voor dwarsfluit, fagot en orkest
- Concert, voor piano en orkest
- Concertino, voor klarinet en orkest
  1. Depart
  2. Plainte
  3. Evasion
- Fantaisie concertante
- Suite de danses d'après le ballet "Le proscrit", voor orkest

### Werken voor harmonieorkest
- Baptiste, fantasie en diabolische dans - bewerkt door Floyd E. Werle
- Les feuilles mortes, voor zangstem (of solo-instrument) en harmonieorkest - bewerkt door John Glenesk Mortimer

### Muziektheater

#### Opera's
| Voltooid in | titel                    | aktes               | première                     | libretto                                     |
| ----------- | ------------------------ | ------------------- | ---------------------------- | -------------------------------------------- |
| 1959        | Les canuts zie oratorium |                     |                              | Jacques Gaucheron                            |
| 1960        | Un amour électronique    | 1 akte, 4 taferelen | 6 november 1960, Dóle        | André Kédros                                 |
| 1968        | Les Hussards             | 2 bedrijven         | 21 oktober 1969, Lyon, Opéra | van de componist, naar Pierre-Aristide Bréal |
|             | Le Noël des tranchées    |                     |                              |                                              |

#### Operettes
| Voltooid in | titel                   | aktes | première                            | libretto                             |
| ----------- | ----------------------- | ----- | ----------------------------------- | ------------------------------------ |
| 1953        | Les Chansons de Bilitis |       | 1953, Parijs, Théâtre des Capucines | Jean Valmy, Marc Cab en Mitty Goldin |

#### Balletten
| Voltooid in | titel                           | aktes                    | première                                      | libretto                                                                                                 | choreografie   |
| ----------- | ------------------------------- | ------------------------ | --------------------------------------------- | --- | -------------- |
| 1945        | Le rendez-vous                  | 3 taferelen              | 15 juni 1945, Parijs, Théâtre Sarah Bernhardt | Jacques Prévert                                                                                          | Roland Petit   |
| 1946        | Baptiste                        | 6 taferelen              | 1946, Parijs, Marigny                         | Jacques Prévert                                                                                          |                |
| 1948        | L’écuyère                       | 4 taferelen              | 21 februari 1948, Parijs, Salle Pleyel        | Constantin Népo, naar Franz Kafka                                                                        | Serge Lifar    |
| 1952        | Le pierrot de Montmartre        |                          | 24 juni 1952, Parijs, Théâtre Sarah Bernhardt | Marcel Marceau, pseudoniem van Marcel Mangel, geïnspireerd door "Pierrot noir" van Adolphe Léon Willette | Marcel Marceau |
| 1953        | Un soir aux funambules          |                          | 1953, Parijs, Théâtre Sarah Bernhardt         | | Marcel Marceau |
| 1958        | Hôtel de l'Espérance            | 1 akte                   |                                               | Francis Carco                                                                                            |                |
| 1959        | Paris qui rit, Paris qui pleure |                          | 1959, Parijs, Théâtre des Champs-Elysées      | | Marcel Marceau |
| 1963        | Le proscrit                     | 2 taferelen, 3 taferelen | 1963, Nice, Opéra                             | George Skibine, naar Aleksandr Poesjkin                                                                  |                |

#### Toneelmuziek
- 1929:- Jeu de cirque : piece pour enfants, op. 10 - tekst: Adolphe Hauert
- 1952:- Jésus la caille, in 5 taferelen, - tekst: Francis Carco - première: 4 maart 1952, Parijs, Théatre Gramont

#### Oratorium
- 1958 Les canuts, ook bekend als La Weber de Lyon 1831, scenisch oratorium voor spreker, solisten, gemengd koor en orkest[2] - tekst: Jacques Gaucheron - première: 19 juni 1959, Berlijn, Staatsoper Unter den Linden
- 1947 Les ponts de Paris "encore une fois sur le fleuve", oratorium voor solisten, gemengd koor en orkest - tekst: Jacques Prévert
- 1961 A l'assaut du ciel - Hommage à la Commune de Paris 18 mars au 28 mai 1871, oratorium - tekst: Henri Bassis

### Vocale muziek

#### Cantates
- Ballade de celui qui chanta dans les Supplices, Cantate voor solisten, gemengd koor en orkest - tekst: Louis Aragon

#### Werken voor koor
- 1945:- Les feuilles mortes, voor gemengd koor - tekst: Jacques Prévert
- 1949:- Un... deux... trois... Ronde enfantine, voor gemengd koor a capella - tekst: Henri Bassis
- 1949:- Traquenard, voor gemengd koor a capella - tekst: Madeleine Riffaud
- 1950:- Les Femmes, voor gemengd koor a capella - tekst: Madeleine Riffaud
- 1964:- Parade des coqueleux, voor solisten en gemengd koor - tekst: Henri Bassis
- Si nous mourons, voor gemengd koor - tekst: Ethel Rosenberg

#### Liederen
- 1937:- L'enfance, voor zangstem en piano - tekst: Jacques Prévert
- 1945:- Les feuilles mortes, voor zangstem en ensemble/orkest - tekst: Jacques Prévert
- 1946:- Deux escargots s'en vont à l'enterrement, voor zangstem en piano - tekst: Jacques Prévert
- 1946:- Les enfants qui s'aiment, voor zangstem en piano - tekst: Jacques Prévert
- 1947:- Barbara, voor zangstem en piano - tekst: Jacques Prévert
- 1947:- Le Temps d'y croire, voor zangstem en piano - tekst: Michel Vaucaire
- 1949:- La Fourmi, 3 liederen voor zangstem en piano - tekst: Robert Desnos
- 1949:- Rue des Blancs-Manteaux, voor zangstem en piano - tekst: Jean-Paul Sartre
- 1949:- Si tu t'imagines, voor zangstem en piano - tekst: Raymond Queneau
- 1951:- Les Enfants de la commune, voor zangstem en piano - tekst: Henri Bassis
- 1952:- Le Bonheur n'aime pas la nuit, wals voor zangstem en piano - tekst: Max Lanjean
- 1953:- Le chanson du geôlier, voor zangstem en piano - tekst: Stéphane Chapelier
- 1954:- Attente, voor zangstem en piano - tekst: Jean Anouilh
- 1954:- Oncle Bill, voor zangstem en piano - tekst: Hubert Ithier
- 1954:- Air poétique, voor zangstem en piano - tekst: Raymond Queneau
- 1955:- Bonjour Paris, voor zangstem en piano - tekst: Francis Carco
- 1955:- Le Ciel de chez moi, voor zangstem en piano - tekst: René Barjavel
- 1958:- Un certain Monsieur Jo, voor zangstem en piano - tekst: René Jolivet
- 1967:- La ménagerie de Tristan, voor zangstem en piano - tekst: Robert Desnos
  1. Grenouille aux souliers percés
  2. Le chat qui ne ressemble a rien
  3. L'oiseau du colorado
  4. Le poisson sans souci
  5. L'araignée a moustaches
- 1967:- Le parterre d'Hyacinthe, voor zangstem en piano - tekst: Robert Desnos
  1. L'arbre qui boit du vin
  2. La dame pavot nouvelle épousée
  3. La rose a voix de soprano
- A la belle étoile, voor zangstem en piano - tekst: Jacques Prévert
- Berceuse paternelle, voor zangstem en piano - tekst: Jacques Prévert
- Celui qui part pour la guerre, voor zangstem en piano - tekst: Guillevic
- Chanson dans le sang, voor zangstem en piano - tekst: Jacques Prévert
- Chanson du mois de mai, voor zangstem en piano - tekst: Jacques Prévert
- Chanson pour les enfants l'hiver, voor zangstem en orkest - tekst: Stéphane Chapelier
- Chanson de l'oiseleur, voor zangstem en orkest - tekst: Stéphane Chapelier
- Chants du ghetto
- Dans ma maison, voor zangstem en piano - tekst: Jacques Prévert
- Danse des automates
- Déjeuner du matin, voor zangstem en piano - tekst: Jacques Prévert
- En sortant de l'école, voor zangstem en piano - tekst: Jacques Prévert
- Et puis après, voor zangstem en piano - tekst: Jacques Prévert
- Familiale, voor zangstem en piano - tekst: Jacques Prévert
- Faut pas m'en vouloir
- Fête foraine, voor zangstem en piano - tekst: Jacques Prévert
- Guitare solaire, voor zangstem en piano - tekst: Jean-Marie Croufer
- Il pleut, voor zangstem en piano - tekst: Raymond Queneau
- Inventaire, voor zangstem en piano - tekst: Jacques Prévert
- Je ne veux que tes yeux
- Jésus la caille, voor zangstem en piano - tekst: Francis Carco
- L' hymne à la résistence
- La belle jambe, voor zangstem en piano - tekst: Louis Aragon
- La grasse matinée, voor zangstem en piano - tekst: Jacques Prévert
- La pêche à la baleine, voor zangstem en piano - tekst: Jacques Prévert
- La petite chèvre, voor zangstem en piano - tekst: Jean-Marie Croufer
- La robe, voor zangstem en piano - tekst: Georges Neveux
- Le cauchemar du chauffeur de taxi, voor zangstem en piano - tekst: Jacques Prévert
- Le gardien du phare aime beaucoup trop les oiseaux, voor zangstem en piano - tekst: Jacques Prévert
- Le Jardin, voor zangstem en piano - tekst: Jacques Prévert
- Le jour et la nuit
- Le merveilleux poème
- Le Message, voor zangstem en piano - tekst: Jacques Prévert
- Les soutiers
- Lueur dans la nuit
- Page d'écriture, voor zangstem en ensemble/orkest - tekst: Jacques Prévert
- Paris at night, voor zangstem en ensemble/orkest - tekst: Jacques Prévert
- Rondel, voor zangstem en piano - tekst: Charles d'Orléans
- Rue de Seine
- Sans coup férir

### Kamermuziek
- 1952:- Cinq chansons populaires du Languedoc, suite voor viool en piano
- 1963:- Trois Mouvements, voor dwarsfluit en piano
- 1964:- Divertissement, voor dwarsfluit, klarinet, fagot en piano
- 1966:- Duo, voor contrabas en piano
- 1951:- Sonatine, voor viool en piano

### Werken voor piano
- 1935:- Chants du ghetto, suite
- 1940:- Sonate
- 1947:- Suite languedocienne
  1. Le père Barbe-Buse
  2. Ces maudites montagnes
  3. Savez-vous ce quil est un ...?
  4. Danse
  5. Le rossignolet
  6. Querelle de famille

### Filmografie (selectie)
- 1936: Partie de campagne (Jean Renoir)
- 1937: La Grande Illusion (Jean Renoir)
- 1938: La Bête humaine (Jean Renoir)
- 1938: Le Temps des cerises (Jean-Paul Le Chanois)
- 1942: Les Visiteurs du soir (Marcel Carné)
- 1945: Les Enfants du paradis (Marcel Carné)
- 1946: Les Portes de la nuit (Marcel Carné)
- 1946: Messieurs Ludovic (Jean-Paul Le Chanois)
- 1947: Les Chouans (Henri Calef)
- 1948: La Dame d'onze heures (Jean-Devaivre)
- 1949: La Ferme des sept péchés (Jean-Devaivre)
- 1950: Vendetta en Camargue (Jean Devaivre)
- 1950: L'Inconnue de Montréal (Jean-Devaivre)
- 1951: Sans laisser d'adresse (Jean-Paul Le Chanois)
- 1951: Parigi è sempre Parigi (Luciano Emmer)
- 1952: The Green Glove (Rudolph Maté)
- 1952: Le Rideau rouge (André Barsacq)
- 1953: La Vierge du Rhin (Gilles Grangier)
- 1953: Alerte au Sud (Jean Devaivre)
- 1954: Huis clos (Jacqueline Audry)
- 1955: Village magique (Jean-Paul Le Chanois)
- 1955: Le Port du désir (Edmond T. Gréville)
- 1955: Les Évadés (Jean-Paul Le Chanois)
- 1955: L'Amant de lady Chatterley (Marc Allégret)
- 1956: Des gens sans importance (Henri Verneuil)
- 1956: Cela s'appelle l'aurore (Luis Buñuel)
- 1956: Elena et les Hommes (Jean Renoir)
- 1956: Calle Mayor (Juan Antonio Bardem)
- 1957: Le Cas du Dr Laurent (Jean-Paul Le Chanois)
- 1957: Trois jours à vivre (Gilles Grangier)
- 1958: La Cocotte d'Azur (Agnès Varda)
- 1958: La Chatte (Henri Decoin)
- 1959: Le Testament du docteur Cordelier (Jean Renoir)
- 1959: Le Secret du chevalier d'Eon (Jacqueline Audry)
- 1959: Le Déjeuner sur l'herbe (Jean Renoir)
- 1959: Katia (Robert Siodmak)
- 1960: La Chatte sort ses griffes (Henri Decoin)
- 1960: Crésus (Jean Giono)
- 1961: Le Pavé de Paris (Henri Decoin)
- 1962: Le Caporal épinglé (Jean Renoir)
- 1962: Snobs ! (Jean-Pierre Mocky)
- 1963: Un drôle de paroissien (Jean-Pierre Mocky)
- 1967: Fruits amers (Jacqueline Audry)
- 1970: Le Petit Théâtre de Jean Renoir (Jean Renoir)

## Publicaties
- Essais sur la musique, Paris, Éditions de la Nouvelle critique, 1959. 217 p.